# Harold Connolly
Harold Connolly   (Somerville, 1 d'agost de 1931 - Catonsville, 18 d'agost de 2010) fou un atleta estatunidenc, especialista en el llançament de martell, guanyador d'una medalla olímpica.
El 1956 va prendre part en els Jocs Olímpics d'Estiu de Melbourne, on guanyà la medalla d'or en la prova del llançament de martell del programa d'atletisme. Posteriorment va competir en tres Jocs Olímpics més. Fou vuitè en els de 1960, sisè en els de 1964, mentre en els de 1968 quedà eliminat en les sèries. No es va classificar per disputar els Jocs de 1972 en acabar cinquè en els trials dels Estats Units. En el seu palmarès també destaca una medalla de plata en els Jocs Panamericans de 1959.
Fou el primer estatunidenc en llançar el martell més enllà dels 60 metres. Poc abans dels Jocs Olímpics de 1956 va establir el primer de sis rècords mundials que aconseguí, mantenint-lo en el seu poder durant gairebé 10 anys.
Connolly va patir greus danys nerviosos al braç esquerre durant el naixement, cosa que va impedir que l'extremitat es desenvolupés correctament. Se'l va trencar 13 vegades de petit. El seu braç esquerre va créixer fins a ser 11,5 cm més curt que el dret i la seva mà esquerra feia dos terços de la dreta. El New York Times explica: "Quan va guanyar la medalla d'or olímpica, els fotògrafs li van demanar que aixequés els braços en senyal de triomf. Només va aixecar el braç dret".
Connolly es va llicenciar al Boston College el 1952 i va estudiar postgrau a la UCLA. Durant i després de la seva carrera atlètica va treballar com a professor al sistema escolar de Santa Monica. Després de jubilar-se, el 1988, va ser director executiu de Special Olympics durant els següents 11 anys. Fins a la seva mort va entrenar atletes joves i va ser el president de Junior Hammer Development de l'US Track and Field Association.
El 1957 es casà amb la llançadora de disc txeca Olga Fikotová. El padrí de la cerimònia del seu casament va ser el corredor txec Emil Zátopek. Es van divorciar el 1975 i l'any següent es va casar amb Pat Winslow, exentrenadora de l'estrella de l'atletisme Evelyn Ashford.
El 1984 fou inclòs al National Track and Field Hall of Fame.

## Millors marques
- Llançament de martell. 71,26 metres (1965)[6]